# Oskar Benda (Schauspieler)
Oskar Benda, auch Oscar Benda (* 12. Juni 1845 in Böhmisch Brod; † 6. Februar 1915 in Neuses-Coburg) war ein österreichischer Theaterschauspieler, -regisseur und -intendant.

## Leben
Benda, Sohn eines k.k. österreichischen Oberingenieurs, trat nach Absolvierung der Handelsakademie in Prag als Beamter bei der k.k. priv. österreichischen Südbahn in Wien ein, beschloss jedoch 1863, durch Joseph Lewinsky ermutigt, sich der Bühnenlaufbahn zuzuwenden.

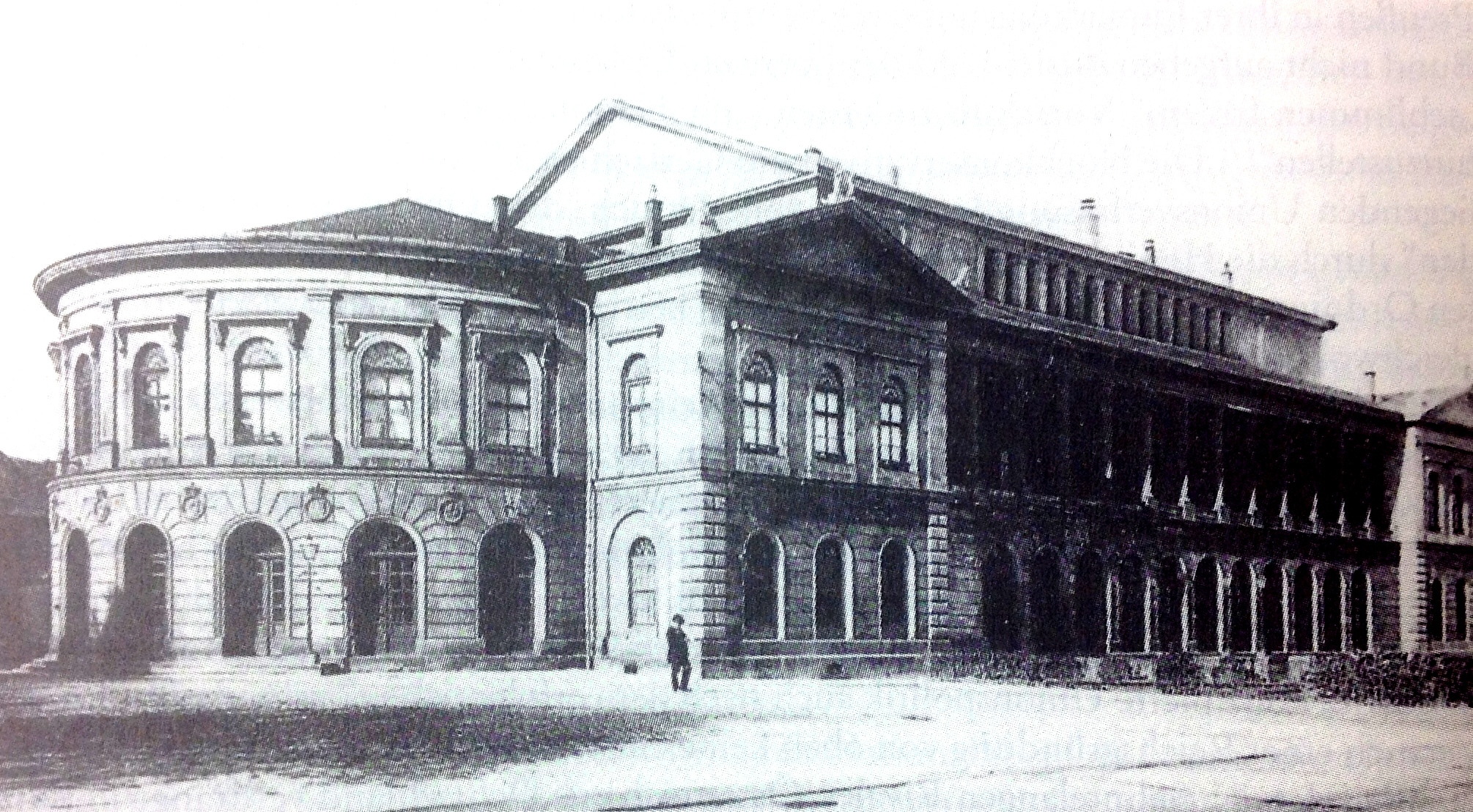
Das neue Hoftheater Gotha

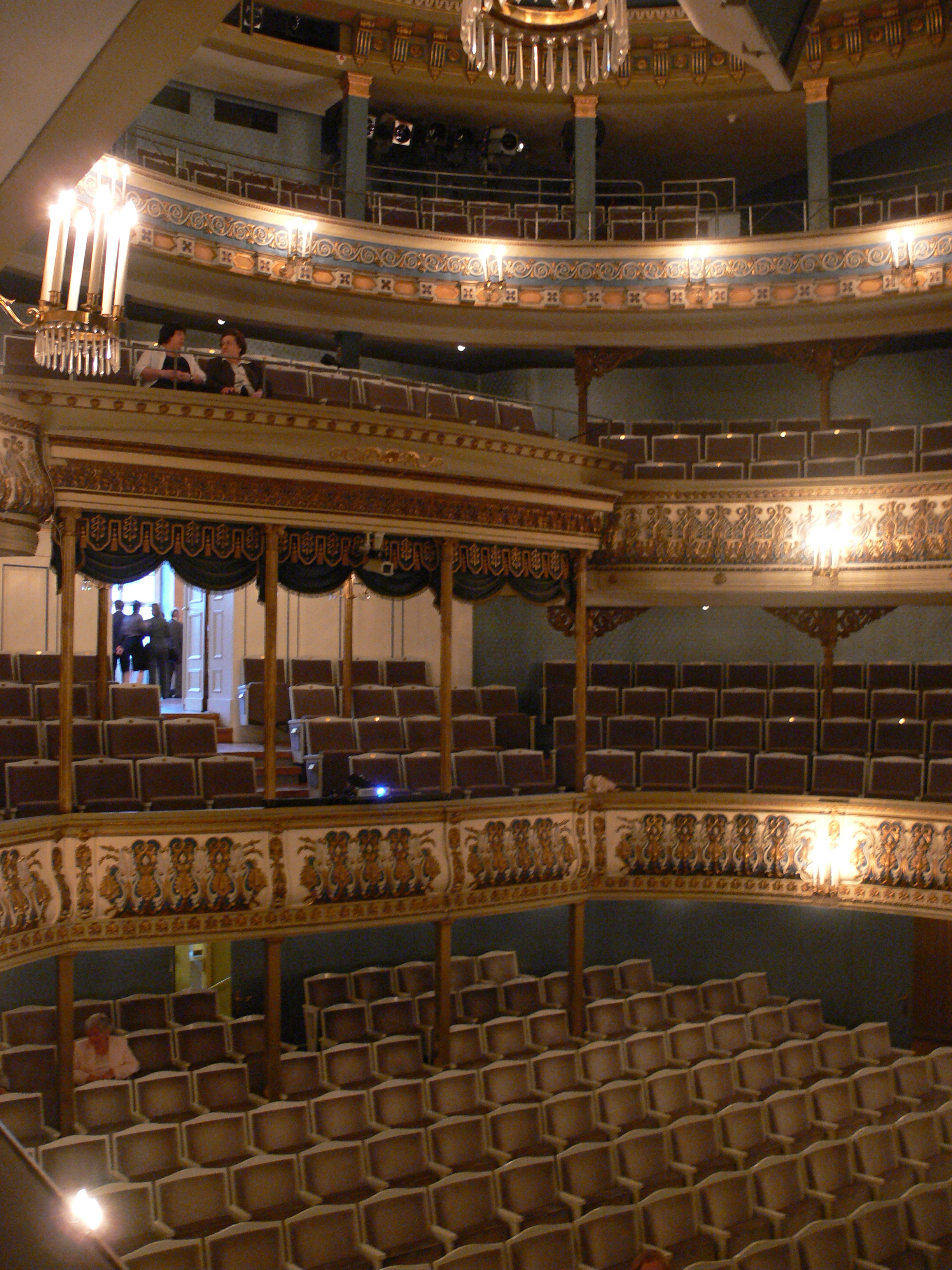
Das neue Hoftheater Coburg

Er nahm Unterricht bei dem damaligen Heldenvater des Prager Landestheaters Josef Fischer und betrat am 24. Februar 1864 am Landestheater in Brünn als „Ferdinand“ in Kabale und Liebe zum ersten Mal die Bühne. Nachdem er am Hoftheater in Karlsruhe als Volontär unter Eduard Devrients Leitung einen Winter tätig gewesen war, trat er im Herbst 1865 sein erstes Engagement am fürstlichen Theater in Sondershausen an, war 1867 in Linz, 1869 in Halle engagiert und ging (er wirkte bisher als jugendlicher Held und Liebhaber) sodann ins Charakterfach über.
Als Vertreter desselben war er zuerst in Aachen und Danzig tätig und wurde 1875, nach erfolgreichem Gastspiel, ans Nationaltheater Berlin verpflichtet. 1879 wirke er am Hoftheater in Karlsruhe, von 1880 bis 1883 in Freiburg, bis ihn 1884 Otto Devrient als Regisseur nach Oldenburg berief, woselbst Benda drei Jahre verblieb, um 1887 einem Ruf als artistischer Leiter des Stadttheaters Freiburg Folge zu geben.
1892 beschied Herzog Ernst den Künstler, der sich als Darsteller wie als Regisseur bereits besten Rufes erfreute, als Oberregisseur nach Coburg, 1893 wurde er mit der Führung des dortigen Hoftheaters unter dem Titel eines Theaterdirektors betraut, blieb in dieser Stellung bis 1900, in welchem Jahre ihm die Leitung der Intendanzgeschäfte übertragen wurde. Oskar Benda hatte gleichzeitig auch die Intendanz des Neuen Gothaer Theaters inne – beide Theatergebäude waren 1840 errichtet worden für den wechselseitigen Betrieb je nach Jahreszeit und Aufenthalt der Herzogsfamilie.
Oskar Benda verstarb am 6. Februar 1915, 4:15 morgens.
Er war verheiratet mit Margarete Benda, geb. Remmert.